# Club Deportivo Chalatenango
Maillots
Le Club Deportivo Chalatenango est un club de football salvadorien basé à Chalatenango, fondé en 1950.

## Palmarès
- Championnat du Salvador
  - Vice-champion : 2008 (Apertura)

- Championnat du Salvador de D2
  - Champion : 1979, 1990, 2003

- Championnat du Salvador de D3
  - Champion : 2013 (Clausura)